# Мартиты
Мартиты — посёлок в Корткеросском районе республики Коми в составе сельского поселения Усть-Лэкчим.

## География
Расположено на правобережье реки Локчим примерно в 20 км по прямой на юго-восток от районного центра села Корткерос.

## История
Зарегистрирован в конце 1951 года как посёлок Нидзь Локчимская. С 1959 года Мартиты (с 323 жителями, преимущественно русскими). В 1963 году — 494 жителя, в 1970 — 637, в 1989 — 428 (в том числе русские 55 %, коми 21 %), в 1995 — 323 жителя. В 2003 году закрылась основная школа, в 2004 году котельная. Процесс упадка продолжается.

## Население
Постоянное население составляло 178 человек (русские 54 %, коми 26 %) в 2002 году, 33 — в 2010.